# Långtjärnen (Ore socken, Dalarna, 680286-147261)
Långtjärnen är en sjö i Rättviks kommun i Dalarna och ingår i Dalälvens huvudavrinningsområde.